# Liste der denkmalgeschützten Objekte in Angath
Die Liste der denkmalgeschützten Objekte in Angath enthält die 8 denkmalgeschützten, unbeweglichen Objekte der Tiroler Gemeinde Angath.

## Denkmäler
| Foto  |                 | Denkmal                                                                                           | Standort                            | Beschreibung | Metadaten |
| ----- | --------------- | ------------------------------------------------------------------------------------------------- | ----------------------------------- | --- | --- |
| ja    | Datei hochladen | Widum HERIS-ID: 55273 Objekt-ID: 63859 TKK: 2172                                                  | Dorfplatz 6 Standort KG: Angath     | Das Widum wurde 1505 erstmals erwähnt, 1696 als baufällig beschrieben und 1848 unter teilweiser Verwendung des Altbaus neu errichtet. 1959 und 1980 wurde es renoviert, 1989 im Inneren umgebaut und erweitert. Das heutige zweigeschoßige Gebäude mit Walmdach ist ein typischer Bau der Biedermeierzeit. Die dreiachsigen Eingangsfassaden weisen je ein breites Rundbogenportal und Türflügel mit verglaster Oberlichte und Schnitzdekor auf. Die Seitenfassaden sind schlicht gestaltet. Das Innere wird durch einen breiten Mittelflur mit flacher Tonne und ostseitig situiertem, ebenfalls gewölbtem Stiegenhaus erschlossen. Die Nordwestecke des Gebäudes mit einem gewölbtem Raum (ehemalige Küche) stammt vom Vorgängerbau. | BDA-Hist.: Q38064379 Status: § 2a Stand der BDA-Liste: 2025-06-30 Name: Widum GstNr.: 22 Widum (Angath)                                                           |
| ja    | Datei hochladen | Grabrelief Simon Embacher HERIS-ID: 106150 Objekt-ID: 123257                                      | bei Dorfplatz 6 Standort KG: Angath | Neben dem Eingang zum 1980–1982 errichteten neuen Friedhof ist die Grabplatte des Simon Embacher aus Riedenberg aus dem Jahr 1622 eingemauert. Anmerkung: Standortangabe näherungsweise (im Umkreis von rd. 10 m). | BDA-Hist.: Q37807030 Status: § 2a Stand der BDA-Liste: 2025-06-30 Name: Grabrelief Simon Embacher GstNr.: .22                                                     |
| ja    | Datei hochladen | Kath. Pfarrkirche Hl. Geist mit Aufbahrungshalle HERIS-ID: 55274 Objekt-ID: 63861 TKK: 2156       | Kirchplatz 1 Standort KG: Angath    | Die wahrscheinlich seit dem 8. oder 9. Jahrhundert bestehende Pfarre wurde 1315 dem Kloster Frauenchiemsee inkorporiert. Der heutige Bau wurde 1746/1747 nach Plänen von Jakob Singer errichtet und nach einem Brand 1877 erneuert. An der Westfassade befindet sich ein korbbogiges Portal mit Volutenkeilstein, darüber eine Nische mit einer Figur des Guten Hirten aus dem 19. Jahrhundert. Im Inneren sind das vierjochige Langhaus und der einjochige Chor von einer Stichkappentonne auf Wandpfeilern mit Pilastervorlagen und verkröpften Gebälkstücken überwölbt. Die Gewölbemalereien wurden 1964 von Wolfram Köberl in einem barockisierenden Stil geschaffen. | BDA-Hist.: Q23929301 Status: § 2a Stand der BDA-Liste: 2025-06-30 Name: Kath. Pfarrkirche Hl. Geist mit Aufbahrungshalle GstNr.: .9 Pfarrkirche hl. Geist, Angath |
| ja BW | Datei hochladen | Friedhof und Kapelle/Kriegerdenkmal HERIS-ID: 106154 Objekt-ID: 123261 TKK: 140451, 2171, 2173, … | Kirchplatz 1 Standort KG: Angath    | Der von einer niedrigen Mauer begrenzte Friedhof wurde vermutlich im 16. Jahrhundert angelegt und umgibt die Kirche auf allen Seiten. An der Nordseite der Kirche befindet sich die ehemalige Friedhofskapelle aus der zweiten Hälfte des 19. Jahrhunderts, die 1972 zur Aufbahrungshalle umgestaltet wurde. Das Friedhofskreuz davor stammt aus der ersten Hälfte des 18. Jahrhunderts. In der Südostecke ist die Kriegergedächtniskapelle in die Umfassungsmauer eingebunden. Sie wurde 1919 errichtet und 1954 um die Inschriften der Gefallenen und Vermissten des Zweiten Weltkrieges erweitert. Die Kapelle mit Rundbogenschluss, säulengestützter Vorhalle und Giebelreiter beherbergt im Inneren eine Pietà und Inschriften der Gefallenen und Vermissten beider Weltkriege. | BDA-Hist.: Q37807045 Status: § 2a Stand der BDA-Liste: 2025-06-30 Name: Friedhof und Kapelle/Kriegerdenkmal GstNr.: 12 Friedhof Angath                            |
| ja    | Datei hochladen | Gasthaus Kammerhof HERIS-ID: 38986 Objekt-ID: 38662 TKK: 2151                                     | Kirchplatz 2 Standort KG: Angath    | Einer der ältesten Höfe von Angath wurde 1266 urkundlich genannt, seit der zweiten Hälfte des 15. Jahrhunderts ist ein Gastwirtschaftsbetrieb nachweisbar. Der heutige zweigeschoßige Bau mit Pfettendach wurde 1582 errichtet, 1933 und um 1970 aufgestockt und umgebaut. Die unteren Geschoße sind gemauert, der Dachaufbau aus Holz. An der Eingangsfassade befindet sich ein breites Rundbogenportal mit abgefastem Steingewände und zweiflügeliger Tür aus dem 19. Jahrhundert mit gotisierendem Maßwerksdekor. Im ersten Obergeschoß beim Eingang und an der östlichen Ecke befindet sich jeweils ein polygonaler Erker über abgetreppter Konsole, mit Brüstungsfeldern, Fensterband und Zeltdach. Die Fassadenmalereien stammen aus unterschiedlichen Zeiten, zum Teil barock, die Fensterrahmungen wurden 1933 von Toni Kirchmayr hinzugefügt. Das Innere weist einen stichkappengewölbten Mittelflur mit zentralem Treppenhaus auf. Im westlichen Gebäudeteil befinden sich ein gewölbter Gastraum, ein Gastzimmer mit barocker Stuckdecke sowie ein großer Saal mit Holzfelderdecke. Die Kellerräume sind tonnengewölbt. | BDA-Hist.: Q37986077 Status: Bescheid Stand der BDA-Liste: 2025-06-30 Name: Gasthaus Kammerhof GstNr.: .5                                                         |
| ja    | Datei hochladen | Altes Schulhaus HERIS-ID: 38987 Objekt-ID: 38663 TKK: 2152                                        | Kirchplatz 4 Standort KG: Angath    | Das Haus wurde um 1700 erbaut und beim Dorfbrand 1780 beschädigt, in der Folge wurde das zweite Obergeschoß abgetragen. Seit der zweiten Hälfte des 19. Jahrhunderts bis 1967 diente das Gebäude als Schule. Nach einer Restaurierung 1976–1979 wurde es als Gemeindezentrum mit Kindergarten genutzt, seit 2006 als öffentliche Bücherei. Der zweigeschoßige Bau mit giebelseitig erschlossenem Mittelflurgrundriss ist mit einem Pfettendach gedeckt. Fenster und Türen sind von farblich akzentuierten, geohrten Putzfaschen gerahmt. Der Haupteingang an der Giebelfassade ist über eine Treppenanlage erschlossen, darüber befindet sich ein Gemälde des Heiligen Wandels mit Ansicht der Angather Kirche. In den Außenachsen des Obergeschoßes befindet sich jeweils ein von geschwungenen Konsolen getragener Erker mit schindelgedecktem Walmdach. Im Inneren haben sich ein breiter Mittelflur mit flachem Stichkappengewölbe und ein gewölbtes Treppenhaus erhalten. Die Räume im Obergeschoß sind flach gedeckt und teilweise mit Stuckleisten versehen. Die Kellerräume sind tonnengewölbt.                            | BDA-Hist.: Q37986094 Status: § 2a Stand der BDA-Liste: 2025-06-30 Name: Altes Schulhaus GstNr.: .7 Altes Schulhaus (Angath)                                       |
| ja    | Datei hochladen | Firstkapelle zum Leidenden Heiland / Fürthkapelle HERIS-ID: 106158 Objekt-ID: 123269 TKK: 2157    | bei Kreuzweg 4 Standort KG: Angath  | Die Kapelle am Beginn des Kreuzwegs nach Mariastein wurde im 18. Jahrhundert errichtet, im frühen 19. Jahrhundert umgestaltet und 1987 restauriert. Der schlanke Bau weist einen eingezogenen Rundbogenchor und ein steiles Satteldach auf. Die Wandöffnungen sind segmentbogig geschlossen und von farblich akzentuierten Putzrahmen umgeben. Der Eingang ist überdacht und mit einem hölzernen Türflügel versehen. Das Innere weist ein Tonnengewölbe über Pilastergliederung auf, der Chor ist durch ein Schmiedeeisengitter abgetrennt. | BDA-Hist.: Q37807075 Status: § 2a Stand der BDA-Liste: 2025-06-30 Name: Firstkapelle zum Leidenden Heiland/ Fürthkapelle GstNr.: .64                              |
| ja    | Datei hochladen | Kreuzweg von der Firstkapelle nach Mariastein HERIS-ID: 106159 Objekt-ID: 123270 TKK: 115555      | bei Kreuzweg 4 Standort KG: Angath  | Bildsäulen auf dem von Wallfahrern benutzten Weg von Angath über den First nach Mariastein sind erstmals 1768 belegt. Der heutige Kreuzweg wurde vermutlich um oder nach 1900 angelegt. Die 14 Stationen bestehen aus hölzernen Pfeilern mit verglasten Bildtafeln mit Stichen in erneuerten Wetterhäuschen mit flachem Satteldach. Anmerkung: Standortangabe bezieht sich auf die Firstkapelle. | BDA-Hist.: Q37807095 Status: § 2a Stand der BDA-Liste: 2025-06-30 Name: Kreuzweg von der Firstkapelle nach Mariastein GstNr.: .64, 227/2, 225/30, 225/25          |